# دون غوستافسون
دون غوستافسون هو سياسي أمريكي، ولد في 23 يوليو 1943 في كولفر سيتي في الولايات المتحدة. نشط حزبياً في الحزب الجمهوري. وقد انتخب عضو المجلس النيابي لولاية نيفادا ‏.